# كأس الأمير 1991–92
أقيمت بطولة كأس الأمير الثلاثين في موسم 1991/1992 بعد توقف دام سنة كاملة بسبب الغزو العراقي لدولة الكويت، وقد شارك في البطولة جميع الفرق.

## الفرق المشاركة
- نادي التضامن الكويتي
- نادي الفحيحيل
- نادي الكويت
- نادي الساحل الكويتي
- نادي القادسية الكويتي
- نادي النصر الكويتي
- نادي السالمية
- نادي خيطان
- نادي العربي الكويتي
- نادي الصليبيخات
- نادي اليرموك
- نادي الشباب الكويتي
- نادي كاظمة
- نادي الجهراء

## الدور التمهيدي
- نادي التضامن الكويتي × نادي الفحيحيل (0:2)
- نادي الكويت × نادي الساحل الكويتي (1:2)
- نادي القادسية الكويتي × نادي النصر الكويتي (1:3)
- نادي السالمية × نادي خيطان (0:4)
- نادي العربي الكويتي × نادي الصليبيخات (1:4)
- نادي اليرموك × نادي الشباب الكويتي (0:1)

## الدور الربع نهائي
- نادي القادسية الكويتي × نادي كاظمة (0:1)
- نادي الجهراء × نادي السالمية (3:4) ضربات جزاء ترجيحية.
- نادي العربي الكويتي × نادي التضامن الكويتي (1:2)
- نادي الكويت × نادي اليرموك (0:1)

## الدور النصف نهائي
- نادي العربي الكويتي × نادي الجهراء (2:3) ضربات جزاء ترجيحية.
- نادي القادسية الكويتي × نادي الكويت (0:2)

## مباراة تحديد المركزين الثالث والرابع
- نادي الجهراء × نادي الكويت (0:2)

## النهائي
- نادي العربي الكويتي × نادي القادسية الكويتي (1:1) (2:3) ضربات جزاء ترجيحية.

سجل هدف العربي :
- فاضل مطر

سجل هدف القادسية :
- محمد جاسم

سجل الركلات الترجيحية :
- للعربي : عبد العزيز عاشور، سامي اللنقاوي، منصور باشا.
- للقادسية : مؤيد الحداد، أحمد ذياب.

## هداف البطولة
- حمد الصالح (القادسية) ومؤيد الحداد (القادسية) هدفين.